# Ляховский, Антон Юрьевич
Антон Юрьевич Ляховский (род. 19 декабря 1979, Ленинград) — российский пианист.

## Биография
Родился в Ленинграде 19 декабря 1979 году.
Музыкой начал заниматься с трёх лет. В 1988—1997 гг. учился в Санкт-Петербурге в музыкальной школе для одарённых детей, затем в Санкт-Петербургской консерватории у Александра Сандлера. С 2001 г. совершенствует своё мастерство в Лондоне, сперва в Тринити-колледже у Джона Бимгема, а с 2004 года в Гилдхоллской школе музыки и драмы под руководством Джоан Хевил. В настоящий момент Антон Ляховский учится в докторантуре на совместном курсе Городского университета и Гилдхольской школы музыки и драмы и работает над диссертацией «Традиции и инновации в современном фортепианном исполнительском искусстве». Участник различных международных конкурсов, победитель лондонского межвузовского конкурса пианистов «Jacques Samuel» (2001).
В 2006 году Ляховский выступил как солист в юбилейном концерте к 75-летию Академического симфонического оркестра Санкт-Петербургской филармонии, исполнив Третий концерт Сергея Рахманинова. В 2008 году стал обладателем Гран-при Пятого международного конкурса пианистов имени Язепа Витола в Риге, получив также специальный приз Латвийского национального симфонического оркестра, — в финале исполнив Второй концерт Рахманинова. После этой победы Ляховский постоянно гастролирует в Латвии, в том числе с рахманиновским репертуаром; в 2011 году, в частности, Ляховский выступил на концерте открытия проходившего в Риге Фестиваля интровертной музыки «Ad Lucem» в дуэте с виолончелистом Мэтью Барли.